# Передача Гонконгу
Передача Гонконгу КНР (офіційно «передача суверенітету над Гонконгом Китайській Народній республіці»; 1 липня 1997) — частина деколонізаційного процесу у Великій Британії, в результаті чого Британський Гонконг припинив своє існування.
Гонконг став першим адміністративним регіоном Китаю в рамках політики «Одна країна, дві системи», гарантованої до 2047 року. Відповідно до умов передачі англійська мова має зберігати статус офіційної, нарівні з китайською. Одним з основних наслідків передачі Гонконгу став масовий наплив іммігрантів з КНР (до 45 тис. на рік), незважаючи на обмеження з отриманням гонконгської прописки, що спричинило істотне поширення в місті китайської мови, де до цього домінувала місцева кантонська мова. Водночас найбільш мобільна частина гонконгців покинула країну, збільшивши ряди гонконгської діаспори.
Дату передачі Гонконгу КНР закріпила Об'єднана китайсько-британська декларація з питання передачі Гонконгу, підписана в Пекіні 19 грудня 1984 року після довгих переговорів, які дістали назву «війна слів».